# عملة 200 روبية إندونيسية
عملة المائتي روبية الإندونيسية (Rp200) هي عملة من الروبية الإندونيسية. قدمت لأول مرة في عام 2003 وقاموا بمراجعتها وتنقيحها في شكلها الحالي في 19 ديسمبر 2016.

## الإصدار الأول (2003)

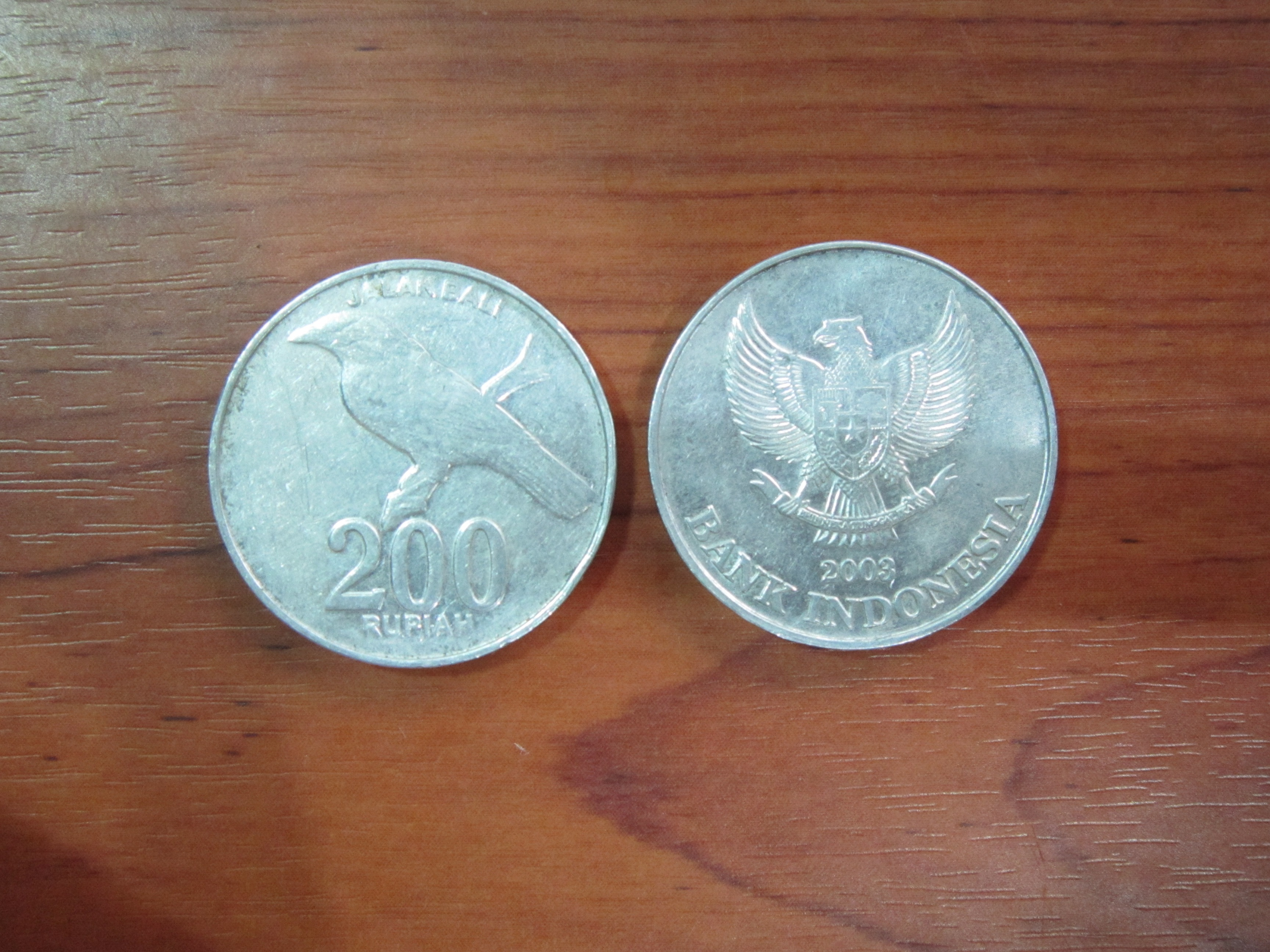
عملتان معدنيتان فئة 200 روبية إصدار عام 2003.

طرحت عملة 200 روبية لأول مرة في 3 نوفمبر 2003. وزنها 2.38 غ (0.084 أونصة) وتساوي 2.3 مـم (0.091 بوصة) واسعة ويبلغ عرضها 25 مـم (0.98 بوصة) أي القطر. ويظهر على وجهها الأمامي شعار الدولة جارودا بانكاسيلا والحروف "2003" و"بنك إندونيسيا" بينما يظهر على وجهها الخلفي صورة طائر المينا البالي (ليكوبسار روتشيلدي) بالإضافة إلى الحروف "جالاك بالي" (بالي مينا) و"200 روبية".

## الإصدار الثاني (2016)
حدثت العملة المعدنية في ١٩ ديسمبر ٢٠١٦ إلى شكلها الحالي حيث يحمل وجهها الآن صورة الدكتور تجيبتومانغونكوسومو بالإضافة إلى شعار جارودا بانكاسيلا الوطني وعبارتي "جمهورية إندونيسيا" و"الدكتور تجيبتومانغونكوسومو". أما وجهها الخلفي فيحمل عبارتي "بنك إندونيسيا" و"٢٠٠ روبية" و"٢٠١٦". كما تزن هذه العملات 2.38 غ (0.084 أونصة) هما 2 مـم (0.079 بوصة) واسعة وقطرها 25 مـم (0.98 بوصة).

## عملة تذكارية غير متداولة (1970)
إلى جانب النسختين المتداولتين قام بنك إندونيسيا أيضًا بسك عملة فضية غير متداولة بهذه القيمة في عام 1970. وزنها 8 غ (0.28 أونصة) ويبلغ قطرها 26 مـم (1.0 بوصة). ويظهر على وجهها شعار البنك الوطني "جارودا بانكاسيلا" والحروف "1945-1970" و"1970" و"200 روبية" وشعار البنك. وفي الوقت نفسه يصور ظهرها طائر الجنة الأكبر (باراديسيا أبودا) والحروف "25 تاهون كيمردكهان" (25 عامًا من الاستقلال) و"جمهورية إندونيسيا".